# 小米10
小米10是小米科技于北京时间2020年2月13日14时在中国北京小米科技园发布的智能手机系列，包含小米10和小米10 Pro两款机型。后续又追加了小米10青春版、小米10至尊纪念版及小米10S三个衍生版本，为小米手机数字系列的第九代机型系列。
本条目的主题包括小米10、小米10 Pro及小米10S三款机型，以下均简称小米10系列。

## 发布
北京时间2020年2月13日，小米在北京小米总部内的室内篮球场召开小米10系列新品发布会。由于新型冠状病毒感染的肺炎疫情影响，小米放弃了在线下举办大型发布会上的计划，转而采用网络直播的方式召开本次发布会。同时，小米邀请深圳卫视全程直播小米10的发布会，这也是中国国产手机厂商首次采用电视直播的方式放送手机发布会。
北京时间2020年3月27日晚，小米10系列的海外发布会在西班牙首都马德里召开，亦采用网络直播的形式放送。主讲人为小米集团国际部总裁周受资。
北京时间2021年3月10日14时，小米以视频短片的形式发布了小米10的半代升级机型小米10S，主讲人为小米集团副总裁常程。相比小米10标准版，小米10S的处理器由高通骁龙865升级为高通骁龙870，充电功率由30W小幅提升至33W，采用了白、浅蓝和黑三种新配色，扬声器的音腔体积提升至与小米10 Pro相同的1.2CC，并采用与小米10至尊纪念版相似的后摄外观设计，其余大体与小米10相同。

## 硬件
小米10、小米10 Pro及小米10S三款机型的正面均采用了6.67英寸的曲面显示屏，前置相机位于屏幕左上角，为屏幕打孔式布置。手机左右两侧均采用弧面设计，背部左上角设置4枚摄像头和一组2颗LED补光灯。后盖采用康宁玻璃材质，边框采用镀色抛光铝合金。性能方面则搭载了高通骁龙865（或870）处理器、LPDDR5的RAM以及UFS3.0双通道标准的闪存存储。

### 外观
小米10系列的正面为一块曲面显示屏，屏下前置相机由小米9系列的上方居中改为上方居左，并由珍珠型凹口布局变更为屏幕内打孔式布局。屏幕左右两侧向边框处弯曲收弧，意图表现贴手感和轻薄感。机身中框为7000系铝合金材质，均采用亮面抛光工艺，中框上方和下方较宽，左右两侧较细窄。中框上方布置顶部扬声器开孔、红外发射窗及降噪麦克风，右侧布置音量加减键及电源键，下方布置底部扬声器开孔、主麦克风、USB Type-C接口及SIM卡托架，SIM卡弹出插孔位于托架盖板上方左侧，机身左侧则不设有任何开孔及按键。
小米10系列的背部则采用抛光玻璃或AG工艺玻璃，均为第五代康宁大猩猩玻璃。后置左上角为后置相机区域，其中小米10及小米10 Pro采用近似于感叹号样式的竖置布局，最顶部的摄像头开孔周围设有银色亮环，并在下方标注108MP字样，最底部的摄像头单独开孔，并在下方设置LED补光灯，整体后盖设计与小米CC9 Pro近似；小米10S的相机区域则采用了竖置圆角长方形的布局，顶部摄像头开孔处周围有类似于易拉罐拉环样式的银色装饰圈，银色装饰圈上方竖向标注ASPH（非球面镜）字样，剩余三枚镜头及补光灯则被包裹在一块黑色长方形盖板下，并有108MP标识。
小米10和小米10 Pro在后盖中央靠下处横向布置Mi字LOGO及小米集团、小米设计的英文字样，最下方则为5G标识；小米10S则在后盖左下角竖向布置XIAOMI LOGO，无其他字样。
小米10标准版支持钛银黑（灰黑色玻璃后盖、银灰黑色抛光金属中框）、冰海蓝（青蓝绿色玻璃后盖、青绿色抛光金属中框）和蜜桃金（粉金色炫光玻璃后盖、粉金色抛光金属中框）三种配色可选，2020年7月增加新配色“国风雅灰”（银白色磨砂玻璃后盖、银白色抛光金属中框）；小米10 Pro支持珍珠白（珍珠白色磨砂玻璃后盖、香槟金色抛光金属中框）和星空蓝（蓝灰色磨砂玻璃后盖、蓝灰色抛光金属中框）两种配色可选；而小米10S则支持黑色（亮黑色玻璃后盖、灰黑色抛光金属中框）、白色（陶瓷白色玻璃后盖、银白色抛光金属中框）和蓝色（浅蓝色雾面磨砂玻璃后盖、浅蓝色抛光金属中框）三款配色可选。

### 屏幕
小米10系列均采用了一块6.67英寸（对角线）19.5:9比例柔性曲面AMOLED材质显示屏，由三星电子（E3材质）与华星光电联合供货。其中小米10初期批次及小米10 Pro全部批次均采用三星电子提供的屏幕基材，小米10后期部分批次及小米10S采用华星光电供应的屏幕基材。此外，小米10系列均支持90Hz屏幕刷新率及180Hz触控采样率，峰值亮度可达1200nit左右。

### 芯片及存储
小米10及小米10 Pro采用了高通骁龙865 SoC，而小米10S则采用了高通骁龙870 SoC。
高通骁龙865部件代号为SM8250，CPU部分采用了高通Kryo 585架构，由1颗主频为2.84GHz的大核心，3颗主频为2.42GHz的中核心以及4颗1.8GHz的小核心组成。芯片内集成Adreno 650 GPU，主频为587MHz，并集成X55 5G基带，支持一张5G SIM卡与一张4G SIM卡同时驻网待机，并可在系统内切换主副卡。
高通骁龙870部件代号为SM8250-AC，CPU部分采用了与高通骁龙865相同的高通Kryo 585架构，仅将大核心主频由2.84GHz提升至3.2GHz，其余核心保持不变；芯片内同样集成Adreno 650 GPU，主频则提升至670MHz，其余外围参数均与高通骁龙865相同。

### 摄像模组
小米10系列各机型均采用由三星电子提供的1.08亿像素传感器三星S5KHMX作为主摄像传感器，传感器模组面积为1/1.33英寸，单像素面积0.8微米。标准模式支持像素四合一技术，有效像素为2700万。主摄模组支持光学防抖，光圈为f/1.69。
小米10标准版及小米10S的辅助摄像传感器均为一颗1300万像素的超广角传感器、一颗200万像素的景深传感器及一颗200万像素的微距传感器；而小米10 Pro的辅助摄像传感器为一颗2000万像素的超长焦传感器、一颗1200万像素的人像传感器及一颗800万像素的超长焦传感器。其中，超广角传感器支持微距拍摄，人像传感器支持2倍焦段的拍摄以及光学防抖。
小米10系列支持拍摄8K分辨率的视频，并最高支持10倍的数字变焦（小米10及10S）或50倍数字变焦（小米10 Pro）。
前置摄像方面，小米10系列沿用了在小米9系列、Redmi K20系列上采用的前置摄像传感器S5K3T2，像素数量为2000万，支持1080P 30/60帧、720P 30帧视频录制，并支持一系列美颜功能。

### 其他功能
充电方面，小米10支持最高功率为30W的有线充电（10V 3A MAX），并支持最高功率为30W的无线充电及最高10W的反向无线充电；小米10S的有线充电功率小幅提升至33W（11V 3A MAX），无线及反向无线充电功率不变；小米10 Pro则支持最高功率为50W的有线充电（10V 5A MAX），无线及反向充电功率与前两者相同。此外，小米10及小米10S内置了一块4780mah的电池，小米10 Pro则小幅缩减至4500mah。
音响系统方面，小米10系列支持对称式立体声双扬声器，上下两个发声单元的体积相同，音量也相同，可得到较好的外放音质体验。用户也可自行购置USB Type-C接口的耳机或蓝牙耳机与手机连接，传统3.5mm音频输出输入设备亦可使用包装内附带的转接线与手机连接。
近距离通信方面，小米10系列支持蓝牙5.1、多功能NFC以及红外遥控功能，可使用遥控类APP对支持红外控制的电器设备进行控制。

## 软件
小米10、小米10 Pro出厂搭载基于Android 10的MIUI 11操作系统，小米10S则出厂搭载基于Android 11的MIUI 12系统。全系机型均可通过OTA等方式获取厂商提供的后续更新。

## 技术规格
| 参数及功能项\机型    | 参数及功能项\机型    | 小米10                                                                               | 小米10 Pro                                                                           | 小米10S                                                                              |
| -------------------- | -------------------- | ------------------------------------------------------------------------------------ | ------------------------------------------------------------------------------------ | ------------------------------------------------------------------------------------ |
| 图片                 |                      |                                                                                      |                                                                                      |                                                                                      |
| 发布日期             | 发布日期             | 2020.2.13                                                                            | 2020.2.13                                                                            | 2021.3.10                                                                            |
| 尺寸（长/宽/厚，mm） | 尺寸（长/宽/厚，mm） | 162.6×74.8×8.96                                                                      | 162.6×74.8×8.96                                                                      | 162.6×74.8×8.96                                                                      |
| 重量（g）            | 重量（g）            | 208                                                                                  | 208                                                                                  | 208                                                                                  |
| 屏幕                 | 屏幕                 | 6.67英寸 19.5:9比例 2340×1080 AMOLED 柔性曲面屏幕 支持90Hz屏幕刷新率/180Hz触控采样率 | 6.67英寸 19.5:9比例 2340×1080 AMOLED 柔性曲面屏幕 支持90Hz屏幕刷新率/180Hz触控采样率 | 6.67英寸 19.5:9比例 2340×1080 AMOLED 柔性曲面屏幕 支持90Hz屏幕刷新率/180Hz触控采样率 |
| 前置摄像头           | 前置摄像头           | 2000万像素（三星S5K3T2） 左上方屏幕内挖孔布置                                        | 2000万像素（三星S5K3T2） 左上方屏幕内挖孔布置                                        | 2000万像素（三星S5K3T2） 左上方屏幕内挖孔布置                                        |
| 后置摄像模组         | 主摄                 | 1.08亿像素（三星S5KHMX） 1/1.33英寸 单像素0.8μm f/1.69 支持光学防抖                  | 1.08亿像素（三星S5KHMX） 1/1.33英寸 单像素0.8μm f/1.69 支持光学防抖                  | 1.08亿像素（三星S5KHMX） 1/1.33英寸 单像素0.8μm f/1.69 支持光学防抖                  |
| 后置摄像模组         | 广角                 | 1300万像素（豪威科技OV13B10） f/2.4                                                  | 2000万像素（索尼imx350） f/2.2                                                       | 1300万像素（豪威科技OV13B10） f/2.4                                                  |
| 后置摄像模组         | 中焦                 | /                                                                                    | 1200万像素（三星S5K2L7） f/2.0 单像素1.4μm 支持光学防抖                              | /                                                                                    |
| 后置摄像模组         | 长焦                 | /                                                                                    | 800万像素（豪威科技OV08A10） f/2.0 单像素1μm                                         | /                                                                                    |
| 后置摄像模组         | 微距                 | 200万像素（格科微GC02M1）                                                            | /                                                                                    | 200万像素（格科微GC02M1）                                                            |
| 后置摄像模组         | 景深                 | 200万像素（格科微GC02M1）                                                            | /                                                                                    | 200万像素（格科微GC02M1）                                                            |
| 芯片平台             | 芯片平台             | 高通骁龙865 （SM8250）                                                               | 高通骁龙865 （SM8250）                                                               | 高通骁龙870 （SM8250-AC）                                                            |
| 支持网络             | 支持网络             | GSM/WCDMA/TDD/FDD/5G NR（SA/NSA）                                                    | GSM/WCDMA/TDD/FDD/5G NR（SA/NSA）                                                    | GSM/WCDMA/TDD/FDD/5G NR（SA/NSA）                                                    |
| 运行内存（RAM）      | 运行内存（RAM）      | 8/12GB LPDDR5 2750MHz                                                                | 8/12GB LPDDR5 2750MHz                                                                | 8/12GB LPDDR5 2750MHz                                                                |
| 闪存存储（ROM）      | 闪存存储（ROM）      | 128/256GB UFS3.0                                                                     | 256GB/512GB UFS 3.0                                                                  | 128/256GB UFS 3.0                                                                    |
| 记忆卡扩展           | 记忆卡扩展           | 不支持                                                                               | 不支持                                                                               | 不支持                                                                               |
| 充电功率             | 有线                 | 包装附带最高充电功率为30W的电源适配器 支持最高30W的直流电输入（10V 3A MAX）          | 包装附带最高充电功率为65W的电源适配器 支持最高50W的直流电输入（10V 5A MAX）          | 包装附带最高充电功率为33W的电源适配器 支持最高33W的直流电输入（11V 3A MAX）          |
| 充电功率             | 无线                 | 支持最高功率为30W的无线直流电输入                                                    | 支持最高功率为30W的无线直流电输入                                                    | 支持最高功率为30W的无线直流电输入                                                    |
| 电池容量（mAh）      | 电池容量（mAh）      | 4780                                                                                 | 4500                                                                                 | 4780                                                                                 |
| 多功能NFC            | 多功能NFC            | 支持                                                                                 | 支持                                                                                 | 支持                                                                                 |
| 声响                 | 声响                 | 支持USB Type-C接口的音频输出输入设备 对称式立体声双扬声器                            | 支持USB Type-C接口的音频输出输入设备 对称式立体声双扬声器                            | 支持USB Type-C接口的音频输出输入设备 对称式立体声双扬声器                            |
| 数据传输             | 数据传输             | Wi-Fi 6蓝牙5.1 Wi-Fi 802.11a/b/g/n/ac/ax USB Type-C                                  | Wi-Fi 6蓝牙5.1 Wi-Fi 802.11a/b/g/n/ac/ax USB Type-C                                  | Wi-Fi 6蓝牙5.1 Wi-Fi 802.11a/b/g/n/ac/ax USB Type-C                                  |
| 红外遥控             | 红外遥控             | 支持                                                                                 | 支持                                                                                 | 支持                                                                                 |
| 安全识别方式         | 安全识别方式         | 2D人脸识别+光学屏下式指纹识别                                                        | 2D人脸识别+光学屏下式指纹识别                                                        | 2D人脸识别+光学屏下式指纹识别                                                        |
| 机身材质             | 机身材质             | 铝合金外边框 康宁玻璃后盖                                                            | 铝合金外边框 康宁玻璃后盖                                                            | 铝合金外边框 康宁玻璃后盖                                                            |
| 支持配色             | 支持配色             | 钛银黑 冰海蓝 蜜桃金                                                                 | 珍珠白 星空蓝                                                                        | 亮黑 瓷感白 浅蓝                                                                     |

## 销售

### 版本及价格
- 小米10内存闪存组合有8GB RAM/128GB ROM、8GB RAM/256GB ROM、12GB RAM/256GB ROM三种规格，零售价格分别为3999元、4299元和4699元人民币[1]。
北京时间2020年3月27日晚，小米10海外版发布，提供8GB RAM/128GB ROM、8GB RAM/256GB ROM两个存储版本，冰海蓝及钛银黑两个配色，零售价格为799欧元起[2]。
北京时间2020年7月30日10时，小米为小米10在中国大陆市场追加了“国风雅灰”配色（银灰色玻璃后盖、金属银色抛光金属中框）[3]，并于2020年7月31日10时正式上架开售[4]，售价与其他配色相同。
- 小米10 Pro内存闪存组合有8GB RAM/256GB ROM、12GB RAM/256GB ROM、12GB RAM/512GB ROM三种规格可选，零售价格分别为4999元、5499元和5999元人民币[5]。
北京时间2020年3月27日晚，小米10 Pro海外版发布，仅有8GB RAM/256GB ROM一个存储版本，配色与中国市场相同，售价为999欧元[2]。
- 小米10S内存闪存组合有8GB RAM/128GB ROM、8GB RAM/256GB ROM、12GB RAM/256GB ROM三种规格，零售价格分别为3299元、3499元和3799元人民币[6]。消费者在下单购买时可自由选择是否附带充电器。

### 销售历程
小米10和小米10 Pro均于北京时间2020年2月13日16时开启100元现金预定，2020年2月14日10时整在所有渠道开启小米10的销售，进阶版本小米10 Pro则于2020年2月18日10时开启销售。
2020年2月14日上午11时许，小米在微博宣布开卖后1分钟销售额即突破2亿元人民币。随即各线上销售平台均宣布售罄。2020年2月14日下午6时许，小米公司产品总监王腾在微博表示，在小米10首批用户的换机来源中，小米6排名第一。
2020年4月22日，小米10和小米10 Pro在马来西亚发布，其中为小米10提供8GB RAM/128GB ROM和8GB RAM/256GB ROM两个版本，分别售价为2799和2999马币。而小米10 Pro仅有8GB RAM/256GB ROM一个存储版本，售价为3899马币。
2020年4月27日，小米集团CEO雷军在小米10青春版中国市场发布会上宣布，小米10（含小米10 Pro）在中国市场的累计销量已突破100万台。
2020年11月3日起，在中国大陆市场销售8个多月的小米10 Pro陆续从小米商城及各大电商平台的官方网店下架退市。11月4日，小米集团CEO雷军在微博表示，小米10 Pro已在代工方结单停产，仅在部分第三方渠道还有少量存货。
2021年1月起，为应对小米11供不应求的情况，小米决定继续生产小米10标准版，起售价为3399元人民币，原本计划限量销售的小米10国风雅灰配色亦重新上架。
北京时间2021年3月10日，小米发布了小米10S，并于3月10日14时15分接受100元的现金预定，3月12日10时起正式起售。

## 相关事件

### 品控事件
小米10上市后，陆续有极少数消费者在京东平台和新浪微博反映其所购买到的手机在前置摄像头挖孔处出现了不规则凹陷，形似“葫芦”。小米虽对出现问题的消费者提供了换货或退货服务，负责品控的工程师也对此回应表示已改进挖孔工艺，后期将不会出现此类个案，但部分网民仍以此为梗，创作出一系列带有讽刺意味的视频并发表至互联网。

### 小米10国际版包装盒争议事件
2020年4月3日，一支由海外数码博主“bensgadgetreviews”在2月份上传的小米10国际版开箱图被华为员工、知名数码博主“HW前HR”发布到新浪微博平台，因其与中国大陆售卖的产品包装相比，在侧面加上了一行“with easy access to the Google apps you use most”（意为“轻松访问你最常用的谷歌应用”）的小字。由于华为公司因中美贸易战被剥夺Google服务的内置授权，小米这一标注被部分网民认为其有对华为公司“落井下石”的嫌疑。这一事件在北京时间4月3日晚一经发酵，便立刻引起各路网民热议。迫于舆论压力，小米公关部官方微博账号@小米公司发言人 遂在北京时间4月3日23时57分许发布了澄清声明，称这一文案为Google最新合作协议中的宣传要求。同为中国手机品牌的vivo产品经理“戈蓝V”亦在相关博文中评论道：“确实是新的协议所要求的。”侧面呼应了小米公司发言人的回应。